# Dispareunia
Dispareunia (greco-latino para distúrbio no ato sexual) é um termo médico genérico para dor intensa na relação sexual e logo após o ato. É uma queixa muito mais comum em mulheres, mas também ocorre em homens. Muitas mulheres relatam dor ocasional, mas algumas têm muitas dores em todas as relações sexuais. A dor costuma ser simultaneamente física e psicológica. Esta é uma condição médica comum que afeta cerca de uma em cada cinco mulheres em algum ponto das suas vidas. É a segunda queixa mais comum de problema sexual em ginecologistas, ficando atrás apenas da falta de desejo sexual.

## Causas
Existem inúmeras possíveis causas para relações sexuais dolorosasː
- Vaginismo (Contrações involuntárias da vagina);
- Lubrificação vaginal insuficiente;
- Vulvodinia (Irritação crônica na vulva);
- Doença inflamatória pélvica (DIP);
- Infecção do trato urinário;
- Tumores genitais como câncer vulvar, câncer vaginal ou câncer peniano;
- Cisto ovariano;
- Cistite intersticial;
- Vaginite atrófica;
- Trauma pós-parto;
- Infecções por fungos ou bactérias;
- Doenças sexualmente transmissíveis;
- Problemas de pele como líquen escleroso, líquen plano, eczema, psoríase...;
- Efeitos colaterais a certos medicamentos;
- Sintomas relacionados com a menopausa e/ou envelhecimento;
- Reações alérgicas a contraceptivos, lubrificantes, roupas, espermicidas, cera para depilação...;
- Trauma devido a agressão sexual;
- Mutilação genital feminina (MGF);
- Cisto de Bartholin;
- Endometriose.

Talvez o menos comum seja a dor que só ocorre após a relação sexual ou orgasmo. Podem ser consequência das contracções uterinas do orgasmo. As mulheres com este problema podem obter algum alívio tomando analgésicos antes da relação sexual, para diminuir a dor das contrações uterinas. Algumas mulheres têm um hímen que não rompe completamente após as suas primeiras tentativas de relação sexual, o que pode causar uma sensação de dor intensa com a penetração. O mal estar psicológico, insegurança, auto-estima e o dia do período fértil influenciam na sensação de prazer e dor sexual.

### Dispareunia de penetração profunda
Provavelmente, o tipo mais comum de dor com a relação é a dispareunia de "penetração profunda", onde a penetração do pênis causa dor. Isto é comum durante relações sexuais apaixonadamente intensas, e a dor pode desaparecer temporariamente e em seguida retornar, dependendo da posição mantida durante a relação sexual. Muitas condições podem causar este tipo de dor, incluindo um prolapso uterino (quando o colo do útero e o próprio órgão estão a "deslizar" para fora da vagina devido ao relaxamento dos tecidos que os seguram), "bexiga caída" devido ao parto, presença de tecido cicatrizado em torno do útero ou dos ovários (chamados de aderências), um cisto do ovário (embora esta seja uma causa incomum de tal dor), grandes miomas uterinos (tumores não cancerígenos do útero), e endometriose, uma condição em que minúsculos implantes de sangue do útero aderem aos órgãos femininos, causando dor. Em mulheres que sofrem de síndrome do intestino irritável, as relações sexuais podem fazer o útero chocar-se com os intestinos, causando dor. Estudos médicos têm mostrado que muitas mulheres com esta doença são relutantes em envolver-se em relações sexuais devido ao medo da dor ou da liberação acidental de gases ou fezes durante a relação sexual. Algumas destas causas de dispareunia de "penetração profunda" são difíceis de diagnosticar, e exigem múltiplos exames ambulatoriais, podendo incluir a laparoscopia, uma cirurgia ambulatorial onde um tubo iluminado é introduzido no umbigo; nestes casos, para visualizar directamente os órgãos da pélvis feminina, permitindo o diagnóstico e o tratamento dos distúrbios que provocam a dor. O tratamento destas condições pode exigir vários medicamentos ou mesmo cirurgia, e exige o contributo de um profissional de saúde experiente com estes tipos de problemas.

## Diagnóstico
O diagnóstico destas condições requer um exame ginecológico completo, e, em alguns casos, uma pequena biópsia da pele com anestesia local no consultório. Antes de um diagnóstico de problemas psicológico é essencial fazer diversos exames físicos para excluir outras possibilidades.

## Tratamento
O tratamento obviamente vai depender da causa. Pode ser necessário um antibiótico, no caso de infecção; creme esteroide, caso o problema seja dermatológico; uma pequena cirurgia, para remover um hímen parcialmente intacto; ou físico muscular que pode ser tratado com fisioterapia pélvica ou aconselhamento psicológico individual ou de casal aliado a relaxantes musculares, para causas psicológicas.
É recomendado o uso de lubrificantes à base de água para diminuir o atrito e prevenir lesões (o uso de vaselina é desaconselhável, pois a substância pode ser prejudicial para os tecidos vaginais, além de favorecer o rompimento do preservativo). Mudar a posição do ato para permitir a mulher maior controle e uma penetração menos profunda podem ajudar. Terapia individual e de casal podem ajudar a melhorar a libido e o bem estar geral.